# 溫楚庫爾區

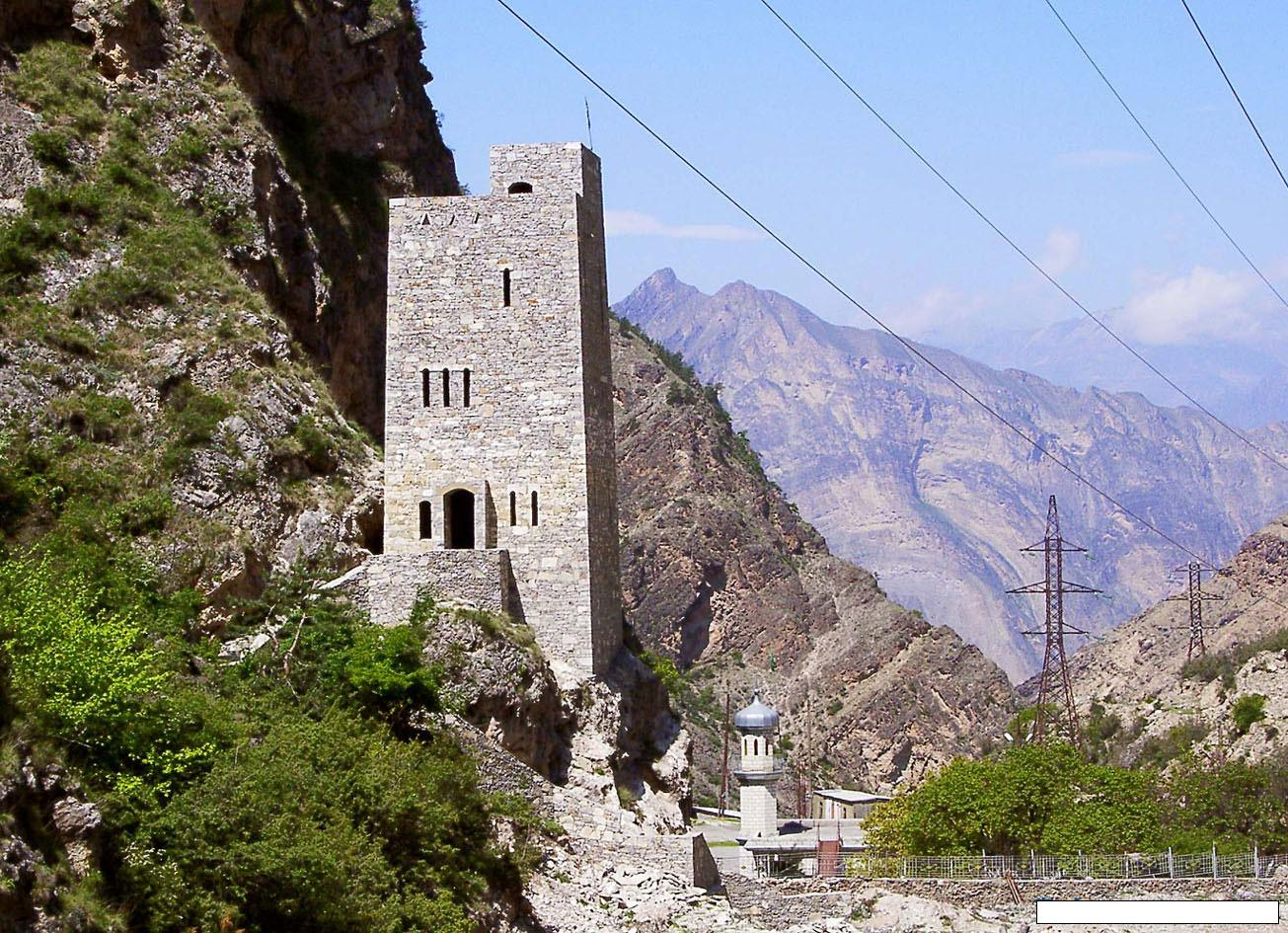

42°53′N 47°12′E / 42.883°N 47.200°E
溫楚庫爾區（俄语：Унцукульский район），是俄羅斯的一個區，位於該國西南部，由達吉斯坦共和國負責管轄，面積560平方公里，2010年人口29,547，人口密度每平方公里52.76人。